# Adam Cygielstrejch

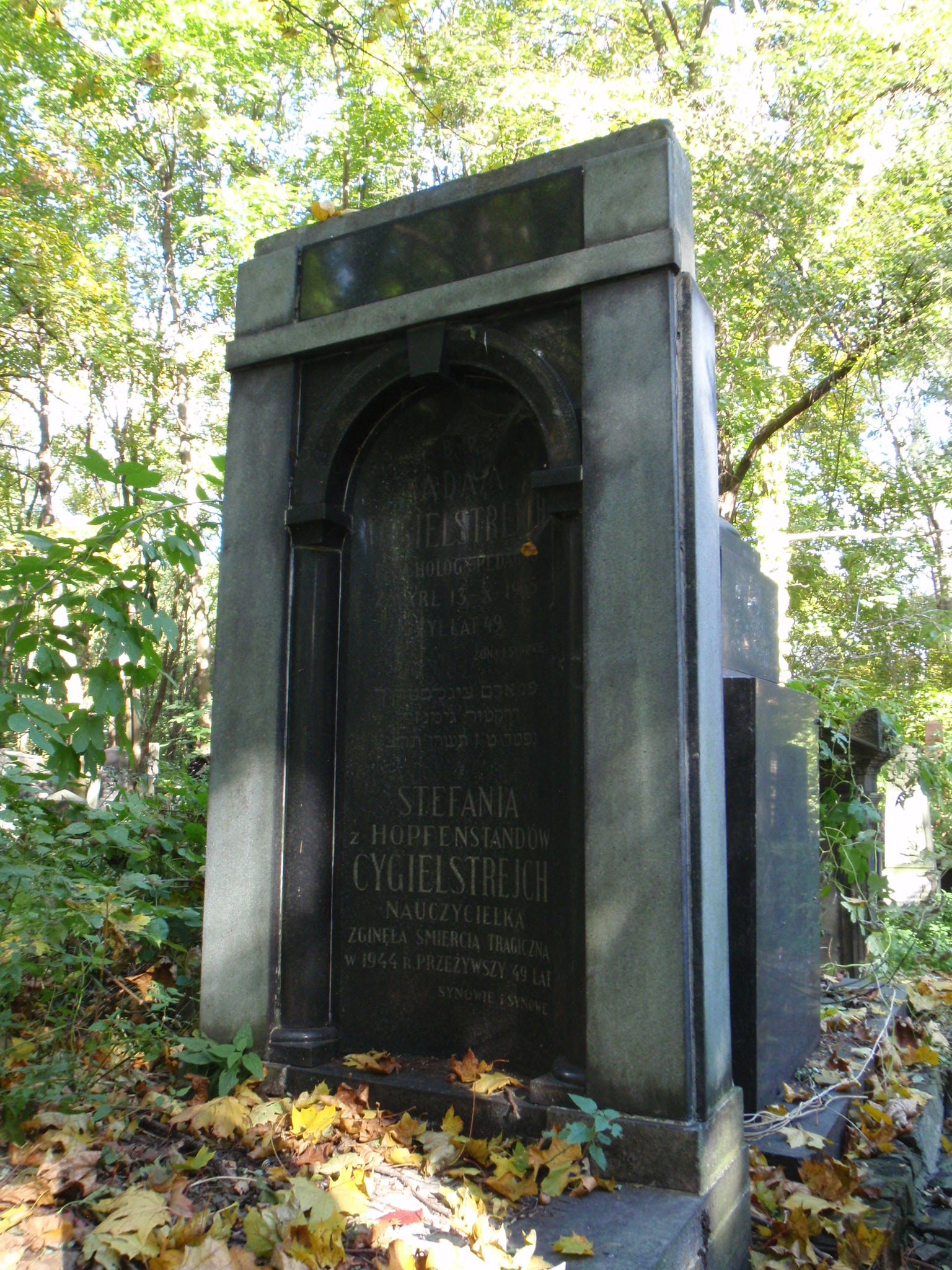
Grób Adama Cygielstrejcha na cmentarzu żydowskim w Warszawie

Adam Cygielstrejch, także Cygielstrajch, Cygielstreich, Cygielsztrajch, Cygielsztrejch (ur. 15 marca 1886 w Warszawie, zm. 13 października 1935 tamże) – polski psycholog, filozof i nauczyciel, kierownik Instytutu Psychologicznego w Warszawie, dyrektor żydowskiego Gimnazjum i Liceum „Chinuch” w Warszawie, profesor Państwowego Instytutu Nauczycielskiego.

## Życiorys
Do gimnazjum uczęszczał w Warszawie. Jeszcze w szkole został sympatykiem PPS; w 1906 roku aresztowany, po wypuszczeniu za kaucją wyjechał na studia za granicę. Studiował w Paryżu na kierunkach przyrodniczym i filozoficznym. Psychologii uczył się u Henri Piérona, a potem u Georges′a Dumasa. Według Sterlinga tytuł doktora miał otrzymać po obronie pracy nadanej przez fakultet (Critique de la philosophie Kantienne dans les oeuvres de Schopenhauer). W 1910 roku wrócił do kraju i pracował w Laboratorium Psychologicznym w Warszawie. Od 1912 asystent w Instytucie Psychologicznym w Warszawie, kierowanym przez Edwarda Abramowskiego. Po jego śmierci został kierownikiem Instytutu.
Brał czynny udział w II Zjeździe neurologów, psychiatrów i psychologów polskich w grudniu 1912 roku w Krakowie, wygłosił wtedy odczyt „O wpływie wzruszeń na choroby umysłowe”.
Od 1915 roku pracował jako nauczyciel, od 1918 był dyrektorem Gimnazjum Filologicznego Męskiego Towarzystwa „Chinuch” (potem Prywatne Gimnazjum i Liceum Spółki „Chinuch”), którego budynek znajdował się przy Placu Krasińskich 3 w Warszawie. W szkole nauczał przyrodoznawstwa i propedeutyki filozofii. Wykładał też psychologię w Państwowym Instytucie Nauczycielskim i na Uniwersyteckim Kursie Związku Nauczycielstwa Polskiego. Był wieloletnim członkiem Polskiego Towarzystwa Psychologicznego. Prezes Koła Dyrektorów Żydowskich Szkół Średnich. Mieszkał na ulicy Próżnej 9. Miał braci Juliana i Józefa oraz siostrę Zofię, zamężną Milsztejn. Żonaty ze Stefanią Cygielstrejch z domu Hopfenstand (1895–1944), nauczycielką, mieli dwóch synów: Jerzego i Tadeusza.
Zmarł w Warszawie, jest pochowany na cmentarzu żydowskim przy ulicy Okopowej.

## Dorobek naukowy
Pierwsze prace Cygielstrejcha miały charakter psychologiczno-psychiatryczny i dotyczyły zaburzeń psychicznych u żołnierzy. W artykule z 1912 roku postawił tezę, że gwałtowne emocje u żołnierzy na froncie mogą prowadzić do zaburzeń psychicznych. Przedstawił wpływ gwałtownych wzruszeń na powstawanie ostrych zaburzeń psychicznych, proponując intoksykacyjny mechanizm ich powstawania.
Prowadził badania z dziedziny psychologii doświadczalnej, opracował m.in. własną metodę badania marzeń sennych. Już pod kierunkiem Abramowskiego poświęcił się badaniu podświadomości. Uważał, że każda koncepcja powstaje w wyniku współdziałania sfery świadomej i podświadomej. Zajmował się również psychologią twórczości.

## Prace
- Dyastazy a organizm. Wszechświat 29 (33, 34), ss. 513–517, 533–537, 1910
- Psychologia paniki podczas wojny. Bibljoteka Warszawska 3, ss. 128–141, 1912
- Les conséquences mentales des émotions de la guerre. Annales medico-psychologiques, 1912
- Przekształcanie się podświadomości normalnej u dzieci, dorosłych i starców. Prace z psychologii doświadczalnej. Tom I. Warszawa, 1913 ss. 163–289
- Adam Mahrburg jako filozof. Nauka i Życie, dodatek do Nowej Gazety nr 554 s. 1, 1913
- Badanie oporu zapomnianego w pamięci dotykowej form. Prace z Psychologii Doświadczalnej T.2 ss. 313-362 (1914)
- Popularne odczyty filozoficzne. Nowa Gazeta nr 135 (23.3.1914) s. 2
- O pamięci dziedzicznej. W Wielkiej Encyklopedii Powszechnej Ilustrowanej, 1914
- Wpływ wzruszeń na pamięć dotykowo-mięśniową. Prace z Psychologii Doświadczalnej T.3 ss. 100-170, 1915
- Analiza psychologiczna widzeń sennych. Prace z Psychologii Doświadczalnej T.3 ss. 271-320, 1915
- Psychika podświadoma. Przegląd Filozoficzny 18 s. 229, 1915
- Z powodu recenzji p. J. Ochorowicza o "Pracach z psychologji doświadczalnej", wychodzących pod kierunkiem Edwarda Abramowskiego. Przegląd Filozoficzny 18 (1/2), ss. 140-160, 1915
- La Psychologie de la panique pendant la guerre. Annales medico-psychologiques 73, ss. 172-192, 1916
- Julian Ochorowicz jako psycholog: odczyt wygłoszony w Polskim Towarz. Psychologicznym dn. 25 czerwca 1917 r. na wieczorze poświęconym pamięci Juljana Ochorowicza. Przegląd Filozoficzny 20, ss. 99-121, 1917
- O powstawaniu koncepcji. Przegląd Filozoficzny 1–2, ss. 19-50, 1918
- Edward Abramowski. Kurjer Polski (27 VI 1918)
- Twórczość psychologiczna Edwarda Abramowskiego. Przegląd Filozoficzny, 1919
- III Kongres Federacji Wszechświatowej Stowarzyszeń Pedagogicznych w Genewie. Ogniwo 9 (9), s. 382–394, 1929